# Сульфат празеодима(III)
Сульфат празеодима(III) — неорганическое соединение, соль металла празеодима и серной кислоты с формулой Pr2(SO4)3, светло-зелёные кристаллы, растворимые в воде, образует кристаллогидраты.

## Получение
- Растворение оксида в серной кислоте:

{\displaystyle {\mathsf {Pr_{2}O_{3}+3H_{2}SO_{4}\ {\xrightarrow {}}\ Pr_{2}(SO_{4})_{3}+3H_{2}O}}}
- Растворение металла в серной кислоте:

{\displaystyle {\mathsf {2Pr+3H_{2}SO_{4}\ \xrightarrow {} \ Pr_{2}(SO_{4})_{3}+3H_{2}}}}

## Физические свойства
Сульфат празеодима(III) образует светло-зелёные кристаллы.
Хорошо растворяется в воде со слабым гидролизом по катиону.
Образует кристаллогидраты состава Pr2(SO4)3•n H2O, где n = 5 и 8.

## Химические свойства
- Безводную соль получают сушкой кристаллогидрата:

{\displaystyle {\mathsf {Pr_{2}(SO_{4})_{3}\cdot 8H_{2}O\ {\xrightarrow {600-650^{o}C}}\ Pr_{2}(SO_{4})_{3}+8H_{2}O}}}
- Разлагается при нагревании:

{\displaystyle {\mathsf {6Pr_{2}(SO_{4})_{3}\ {\xrightarrow {850^{o}C}}\ 2Pr_{6}O_{11}+18SO_{2}+7O_{2}\uparrow }}}
- Реагирует с щелочами:

{\displaystyle {\mathsf {Pr_{2}(SO_{4})_{3}+6NaOH\ {\xrightarrow {}}\ 2Pr(OH)_{3}\downarrow +3Na_{2}SO_{4}}}}